# Laurencieae
Laurencieae, tribus crvenih algi, dio porodice Rhodomelaceae. Postoji 12 priznatih rodova s 232 vrste

## Rodovi
1. Chondrophycus (J.Tokida & Y.Saito) Garbary & J.T.Harper
2. Coronaphycus Y.Metti
3. Corynecladia J.Agardh
4. Erythrocystis J.Agardh
5. Janczewskia Solms-Laubach
6. Laurencia J.V.Lamouroux
7. Laurenciella V.Cassano, Gil-Rodríguez, Sentíes, Díaz-Larrea, M.C.Oliveira & M.T.Fujii
8. Ohelopapa F.Rousseau, Martin-Lescanne, Payri & L.Le Gall
9. Osmundea Stackhouse
10. Palisada K.W.Nam
11. Rodriguezella F.Schmitz
12. Yuzurua (Nam) Martin-Lescanne